# Les Belles de Tunis
Les Belles de Tunis est un roman de Nine Moati paru en 1983 aux Éditions du Seuil et réédité en Tunisie à la faveur de la révolution de 2011.

## Synopsis
Le livre décrit la vie de trois générations successives de la communauté juive tunisienne à travers trois femmes, Myriam, Maya et Marie, issues de la même famille juive tunisienne (Twansas — prononcer twancha — à distinguer des Granas) de 1856 à l'indépendance tunisienne. Les rapports entre les deux communautés juives y sont relatés de façon détaillée. L'ouvrage livre des détails sur l'histoire de la Tunisie jusqu'en 1956 et sur le déclin du pouvoir beylical qui a permis à la France d'y établir son protectorat.
Par ailleurs, on y retrouve des traces autobiographiques de la famille Moati, surtout du père du réalisateur Serge Moati dont elle est la sœur.
En 2004, une version de poche pour le public tunisien est éditée par les éditions Cérès à Tunis ; cette édition contient une préface spéciale de Nine Moati destinée aux lecteurs tunisiens ; Cérès le réédite par la suite.

## Héroïnes
- Myriam, nièce du caïd Nessim Samama et amie proche de la sœur du bey, représente l'ère beylicale de la Tunisie et surtout de la Hara de Tunis ou elle est née et a grandi jusqu'à l'âge de onze ans. Née dans une famille de Twansas, elle est élevée par un couple de la communauté des Granas après la fuite de son oncle, aspect qui forge chez elle une personnalité particulière, à la fois imprégnée par le sentiment d'appartenance à la Hara qu'elle essaie par la suite d'aider, mais aussi attachée au mode de vie libéral européen qu'elle acquiert à travers sa deuxième famille.
- Maya, fille de Myriam et Mochée, naît le 1er janvier 1900 au Passage, le nouveau quartier européen de Tunis ; elle atteste du changement politique en Tunisie avec l'installation du protectorat et l'émancipation de la communauté juive avec les débuts de la naturalisation. Elle se marie à un juif de la communauté des Granas et vit avec lui près du parc du Belvédère.
- Marie, fille de Maya et naturalisée française, survit aux bombardements de la Première Guerre mondiale avec sa famille. Elle assiste aux derniers jours du protectorat français et, avec son abolition, quitte le pays auquel elle ne se sent plus appartenir, surtout après son histoire d'amour avec un musulman algérien, Foued, qui a échoué[1].